# Edith New
Edith Bessie New (17 de março de 1877 – 2 de janeiro de 1951) foi uma sufragista inglesa. Ela foi uma das duas primeiras sufragistas a utilizar o vandalismo como tática de protesto. Ela e Mary Leigh ficaram surpresas ao descobrir que sua destruição foi celebrada e foram puxadas triunfantemente por filas de sufragistas em sua libertação em 1908. 

## Vida pregressa
Edith nasceu na North Street, Swindon, Inglaterra. Uma entre cinco filhos de Isabella, uma professora de música, e Frederick James New, um funcionário ferroviário, que morreu ao ser atropelado por um trem, quando Edith tinha menos de um ano. Aos 14 anos, ela trabalhava como professora, mudando-se posteriormente para região leste de Londres em 1901.

## Ativismo sufragista
No início da década de 1900, New deixou sua carreira de professora e começou a trabalhar como organizadora e ativista da União Política e Social das Mulheres (WSPU). Ela viajou pela Inglaterra conversando com multidões sobre o movimento feminista. Em janeiro de 1908, Edith New e Olivia Smith se acorrentaram às grades da residência do primeiro-ministro do Reino Unido gritando "votos para as mulheres!" como distração para que suas companheiras sufragistas Flora Drummond e Mary Macarthur pudessem passar despercebidas sem serem presas. Mais tarde, em junho de 1908, durante um protesto, New e outra sufragista, Mary Leigh, quebraram duas janelas na 10 Downing Street. Elas foram presas e condenadas a dois meses na Prisão de Holloway.

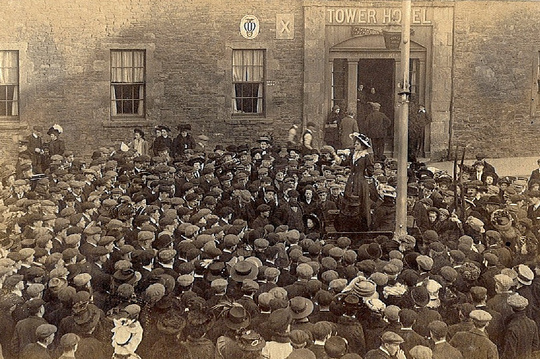
Edith New em Hawick discursando para multidões em 1909

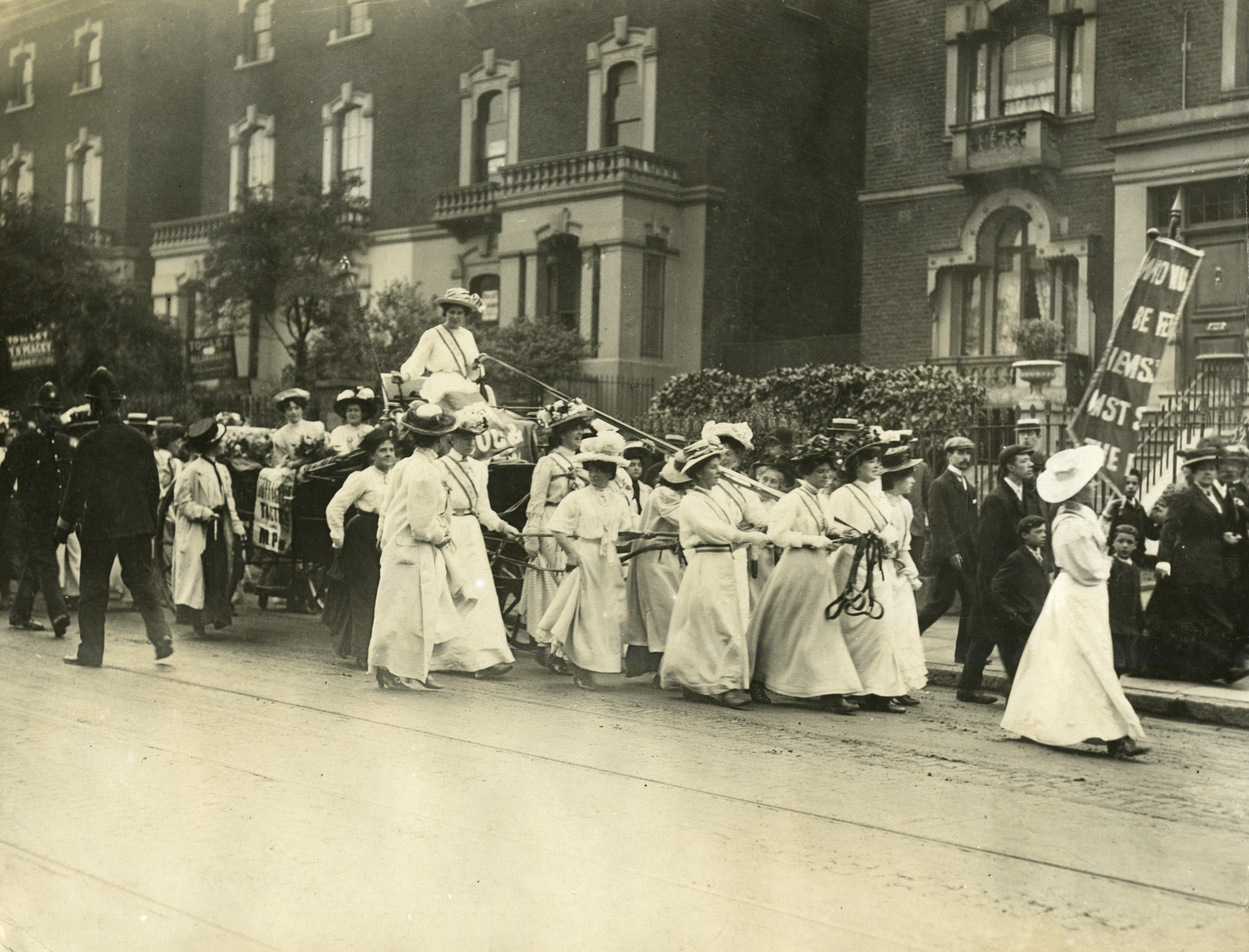
A carruagem de Edith New e Mary Leigh sendo puxada de Holloway para Queen's Hall em 1908

Esta foi a primeira vez durante o movimento sufragista onde ocorreu o vandalismo. As duas mulheres ficaram, inicialmente, preocupadas que outras sufragistas não aprovariam suas ações, mas Emmeline Pankhurst, uma líder do movimento sufragista, visitou-as na prisão e deu-lhes sua aprovação para usar o vandalismo como uma tática para fazer com que suas vozes fossem ouvidas. Atos adicionais de vandalismo e incêndio criminoso foram planejados por elas logo em seguida. Durante o sentenciamento na corte, elas ameaçaram que da próxima vez usariam bombas.[carece de fontes?] Quando elas foram soltas, em agosto de 1908, um desfile foi realizado em sua homenagem por uma delegação de sufragistas que incluía Christabel Pankhurst.
A WSPU presenteou Edith New com uma a Medalha da Greve de Fome 'por Bravura' em reconhecimento às suas contribuições para o movimento sufragista. Enquanto estava na prisão, ela participou de greves de fome em protesto pelo direito de voto da mulher. Em 1909, New foi avistada em Hawick, dirigindo-se às multidões do lado de fora do Tower Hotel. Naquele ano, a WSPU e a rival NWSPU (União Política e Social Nacional das Mulheres) haviam se instalado em Hawick, e a polícia teve que intervir quando a multidão começou a sacudir a carruagem do locutor. Em 1911, New deixou a WSPU e mudou-se para Lewisham para retomar sua carreira de professora.

## Vida posterior e legado
New se aposentou na comunidade de férias de Polperro na Cornualha e morreu no início de 1951, aos 73 anos. Em 2011, uma rua de Swindon foi rebatizada em sua homenagem. Uma placa azul em North Street, Swindon, marca seu local de nascimento.

## Representação na mídia
No filme Suffragette, de 2015, uma personagem parcialmente baseada em New é interpretada pela atriz inglesa Helena Bonham Carter.